# انقلاب‌های ماتریکس
انقلاب‌های ماتریکس (به انگلیسی: The Matrix Revolutions)، یک فیلم اکشن علمی-تخیلی آمریکایی که سومین و آخرین قسمت در سه‌گانهٔ ماتریکس به‌شمار می‌رود و مستقیماً ادامهٔ فیلم ماتریکس: بارگذاری مجدد است. در این فیلم نیز همانند نسخهٔ قبلی بازیگرانی همچون کیانو ریوز، لارنس فیشبرن، کری-ان ماس، هوگو ویوینگ، کالین چو، مری آلیس، جیدا پینکت اسمیت، هری لنیکس، لمبرت ویلسون و مونیکا بلوچی ایفای نقش می‌کنند. انقلاب‌های ماتریکس که به مانند دو فیلم پیشین آمیزه‌ای از فلسفه و اکشن است، در جستجوی به پایان رساندن سؤالی بود که در فیلم قبل، بارگذاری مجدد ایجاد شده بود. این فیلم به وسیلهٔ واچوفسکی‌ها نوشته و کارگردانی شده و در تاریخ ۵ نوامبر ۲۰۰۳ به‌طور هم‌زمان، در شصت کشور دنیا عرضه شد. گرچه این فیلم، آخرین قسمت در مجموعهٔ ماتریکس بود، اما خط داستان در ماتریکس آنلاین ادامه یافت.
انقلاب‌های ماتریکس، دومین فیلم زنده-اکشنی بود که به‌طور هم‌زمان هم به طریق معمول و هم برای سینماهای آی‌مکس عرضه می‌شد. خواهران واچوفسکی همراه ستارگانی چون کیانو ریوز و جیدا پینکت اسمیت در گشایش و افتتاحیهٔ پخش فیلم در توکیو حاضر بودند.

## داستان
اختاپوس‌های رایانه‌ای که از هوش مصنوعی برخوردارند، تا ۴۸ ساعت بعد نسل بشر را منقرض می‌کنند. اسمیت که به نوعی ویروس رایانه‌ای تبدیل شده، در ادامه تلاش برای تصاحب ماتریکس و انتقام خود از نئو است. نئو با بین (ایان بلیس) در گیر می‌شود که در زایون توسط اسمیت آلوده به ویروس شده‌است و وی نئو را کور می‌کند و در نهایت توسط نئو کشته می‌شود. نئو در میابد تنها راه نجات زایون، رسیدن به کامپیوتر اصلی است. وی پس از رسیدن به کامپیوتر اصلی وارد ماتریکس شده و نبرد سختی بین او و اسمیت رخ می‌دهد. در آخر نئو بخاطر هم‌نوعانش جانش را از دست می‌دهد و ماتریکس از نو بازسازی شده و پاک می‌شود. در پایان فیلم پیشگو به آرشیتکت می‌گوید که نئو آزاد شده‌ است.

مدتی پس از آن‌که کشتی Mjolnir خدمه‌ی کشتی Nebuchadnezzar را نجات می‌دهد، «نئو» و «بین» همچنان در بخش پزشکی کشتی در حالت بیهوشی به سر می‌برند. ذهن نئو در ایستگاه مترویی به نام «Mobil Ave» گیر افتاده است، مکانی بین دنیای ماشین‌ها و ماتریکس. او در آنجا با خانواده‌ای از برنامه‌ها آشنا می‌شود که شامل دختربچه‌ای به نام «ساتی» است. پدر خانواده به نئو می‌گوید این ایستگاه تحت کنترل «مرد قطار»، برنامه‌ای وفادار به «مرووینجیَن» است. وقتی نئو می‌خواهد همراه آن‌ها سوار قطار شود، مرد قطار مانع می‌شود و او را شکست می‌دهد.
«سراف» با «مورفیوس» و «ترینیتی» تماس می‌گیرد و از جانب «اوراکل» به آن‌ها خبر می‌دهد که نئو گرفتار شده. آن‌ها با سراف وارد کلاب «هل» می‌شوند و مرووینجیَن را تهدید می‌کنند تا نئو را آزاد کند. نئو که هنوز تحت تأثیر رؤیاهایی از شهر ماشین‌هاست، به دیدار اوراکل می‌رود. او به نئو هشدار می‌دهد که «اسمیت» قصد دارد هم ماتریکس و هم دنیای واقعی را نابود کند، و جمله‌ای کلیدی به نئو می‌گوید: «هر چیزی که آغازی دارد، پایانی نیز خواهد داشت.» بعد از رفتن نئو، اسمیت، ساتی، سراف و در نهایت خود اوراکل را جذب و همسان‌سازی می‌کند، و با این کار توانایی پیش‌بینی آینده را نیز به دست می‌آورد.
در دنیای واقعی، خدمه‌ی Nebuchadnezzar و Mjolnir کشتی Logos را، متعلق به «نیوبی»، پیدا و فعال می‌کنند. آن‌ها بین را بازجویی می‌کنند، اما او ادعا می‌کند چیزی از حوادث گذشته به یاد ندارد. نئو درخواستی عجیب دارد: او می‌خواهد به شهر ماشین‌ها برود. نیوبی که تحت تأثیر صحبت‌های اوراکل قرار گرفته، کشتی‌اش را در اختیار نئو قرار می‌دهد و ترینیتی نیز با او همراه می‌شود. اما بین که در کشتی مخفی شده، ترینیتی را گروگان می‌گیرد. نئو متوجه می‌شود که بین توسط اسمیت همسان‌سازی شده. نبردی بین آن‌ها در می‌گیرد و بین با کابل برق، چشمان نئو را می‌سوزاند و او را نابینا می‌کند. با این حال، نئو درک تازه‌ای پیدا می‌کند: او حالا قادر است کدهای ماشین‌ها را در دنیای واقعی «ببیند» و با استفاده از این توانایی، بین را نابود می‌کند. ترینیتی کشتی را تا شهر ماشین‌ها هدایت می‌کند.
در این حین، نیوبی و مورفیوس با کشتی Mjolnir به سمت «زایان» می‌روند تا در دفاع از شهر شرکت کنند. پایگاه فضایی زایان تحت حمله‌ی گسترده‌ی «سِنتینل‌ها» (نگهبان‌های ماشین) قرار می‌گیرد. «کاپیتان میفون» که مرگش نزدیک است، به «کید» دستور می‌دهد دروازه را برای ورود Mjolnir باز کند. او با کمک «زی» موفق به انجام این کار می‌شود. کشتی با شلیک یک موج EMP تمام سنتینل‌های حاضر را از کار می‌اندازد، اما سیستم دفاعی زایان هم به طور کامل از کار می‌افتد و انسان‌ها باید خود را برای حمله‌ی بعدی آماده کنند.
در مسیر به سمت شهر ماشین‌ها، ترینیتی کشتی را از میان ماشین‌های مدافع عبور می‌دهد. در جریان یک مانور خطرناک، آن‌ها لحظه‌ای آسمان واقعی را می‌بینند اما کشتی سقوط می‌کند. ترینیتی به شدت زخمی می‌شود و در حالی که در آغوش نئو جان می‌دهد، عشق خود را به او ابراز می‌کند. نئو به قلب شهر ماشین می‌رسد و با رهبر آن‌ها به نام «دئوس اکس ماشینا» روبه‌رو می‌شود. او هشدار می‌دهد که اسمیت تهدیدی مشترک برای انسان و ماشین است و پیشنهاد می‌دهد که در ازای توقف اسمیت، صلح برقرار شود. دئوس اکس ماشینا موافقت می‌کند و سنتینل‌ها حمله به زایان را متوقف می‌کنند.
نئو به ماتریکس متصل می‌شود. اکنون تمام ساکنان ماتریکس توسط اسمیت همسان‌سازی شده‌اند. اسمیتی که قدرت پیشگویی اوراکل را دارد، به نئو می‌گوید که آینده‌ی پیروزی‌اش را دیده. پس از نبردی سخت و طولانی، اسمیت جمله‌ی اوراکل را تکرار می‌کند: «هر چیزی که آغازی دارد، پایانی نیز دارد.» نئو وانمود به شکست می‌کند و اجازه می‌دهد اسمیت او را جذب کند. در دنیای واقعی، ماشین‌ها موجی از انرژی را به بدن نئو می‌فرستند. این انرژی درون ماتریکس، اسمیتِ نئو و سپس تمام نسخه‌های اسمیت را نابود می‌کند. در نتیجه، نئو نیز جان خود را از دست می‌دهد، اما افراد همسان‌سازی‌شده آزاد می‌شوند و اوراکل نیز بازمی‌گردد. سنتینل‌ها عقب‌نشینی می‌کنند، زایان نجات پیدا می‌کند، و مردم به جشن و شادی می‌پردازند. ماشین‌ها جسد نئو را با احترام با خود می‌برند.
ماتریکس دوباره راه‌اندازی می‌شود. معمار (آرکیتکت) در پارکی با اوراکل دیدار می‌کند و به او می‌گوید بازی خطرناکی را به راه انداخته. آن‌ها توافق می‌کنند که صلح تا زمانی که ممکن باشد ادامه یابد و کسانی که بخواهند ماتریکس را ترک کنند، آزاد خواهند بود. ساتی از اوراکل می‌پرسد که آیا دوباره نئو را خواهند دید؟ اوراکل با لبخند پاسخ می‌دهد: «من نمی‌دانستم، ولی باور داشتم.»

## بازیگران
- کیانو ریوز در نقش نئو
- لارنس فیشبرن در نقش مورفئوس
- کری-ان ماس در نقش ترینیتی
- هوگو ویوینگ در نقش مأمور اسمیت
- جیدا پینکت اسمیت در نقش نایوبی
- مری آلیس در نقش پیشگو
- هری لنیکس در نقش فرمانده لاک
- هارولد پرینوا در نقش لینک
- لمبرت ویلسون در نقش مِرووَنژیون / مرد فرانسوی
- مونیکا بلوچی در نقش پرسفونه
- نونا گی در نقش زی
- آنتونی زربی در نقش مشاورهامان
- کالین چو در نقش سراف
- هلموت باکایتیس در نقش آرشیتکت
- بروس اسپنس در نقش مرد قطار

## دنباله
کیانو ریوز بازیگر آمریکایی و ستاره سه‌گانه سینمایی ماتریکس از ساخته شدن قسمت‌های چهارم و پنجم این مجموعه خبر داد که در سال ۲۰۱۹ آماده ساخت می‌شود.